# Indian Football Association
Indian Football Association (Bengali: ভারতীয় ফুটবল এসোসিয়েশন), [förkortat IFA] ordnar med organiserad fotboll i Västbengalen, Indien. Det är Indiens äldsta fotbollsförbund, och bildades 1893. Bland grundarna fans engelsmannen Elphinstone Jackson. 1896 var Mahatma Gandhi, då en ung advokat i Sydafrika, med en grupp män som bildade Transvaal Indian Football Association. Peter Alegi, professor i afrikansk historia vid Michigan State University, menar att det var “antagligen den första organiserade fotbollsgruppen på kontinenten at inte kontrolleras av vita”. 

### Fotnoter
1. ↑  IFFHS - Interesting and curious facts about full internationals and national players (1872-1900)
2. ↑  http://www.nytimes.com/2010/06/10/sports/soccer/10iht-SRHISTORY.html